# Sindicat de la Industria de l'Espectacle Films
El Sindicat de la Industria de l'Espectacle Films (Sindicato de la Industria del Espectaculo Films en castellà), o S.I.E. Films, va ser una productora de cinema catalana activa durant la Segona República Espanyola, que produïa pel·lícules i documentals de temàtica anarquista i social.
Segons els títols de crèdit d'Aurora de eperanza i de Barrios bajos, SIE films comptava amb una simfònica pròpia (simfònica del S.I.E.), estudis propis (estudios Orphea) i com a mínim un laboratori propi.
Els estudis "Orphea" van ser els més importants en els anys 30 de tota la filmografia espanyola, gràcies als seus equipaments tècnics per al cinema sonor. Aquests estudis es trobaven al recinte de l'exposició universal a prop del Poble Espanyol, ja després de la sublevació del 16 de Juliol els estudis van passar a mans dels treballadors. La CNT i l'AIT se n'encarregaren.
També hi havia els estudis "Trilla" que també es trobaven al recinte de l'exposició universal, i eren en mans de la UGT, hi havia altres estudis i platós en aquella època, els estudis "Lepanto" anomenats després "Diagonal" que es trobaven en un recinte obert a les Corts, i també el "Kinefon" anomenat més tard "Buch-Sanjuan" que es trobava a l'espai interior d'una illa de l'antiga trama de Sarrià, hi havia alguns altres estudis per Barcelona i rodalia, però el més important de tots, a nivell de quantitat de pel·lícules, per la capacitat tècnica en el moment, i senzillament històricament, era l'Orphea.
Hi havia també els laboratorios per a processar les pel·lícules "Cinefoto" i fins i tot dos estudis de doblatge un d'Adolfo La Riva i un altre de la MGM, no és clar, però, si aquests tenien alguna relació amb SIE Films, probablement no.
Segons els títols de crèdit de Nosotros somos asi la SIE tenia un grup infantil (tot i que no hi ha informació si aquest grup era una agrupació formal o només era per aquesta pel·lícula, en altres pel·lícules de SIE hi surten nens i no es parla de tal grup).
SIE Films va col·laborar en múltiples ocasions amb la CNT i l'AIT com a productora de documentals propagandístics tot i tenir aquestes organitzacions un servei propi de producció cinematogràfica.

## Filmografia escollida
Algunes de les pel·lícules i documentals produïts per S.I.E. Films van ser els següents:
- No quiero, no quiero (1940)
- Paquete, el fotógrafo público número uno (1938)
- Así vive Cataluña (1942)
- Bombas sobre el Ebro (1938)
- Imágenes de retaguardia (1938)
- Aurora de esperanza (1937)
- Fury Over Spain (1937)
- Barrios bajos (1937)
- Alas negras (1937)
- Cataluña (1937)
- Columna de hierro (1937)
- División heroica (1937)
- El acero libertario (1937)
- El cerco de Huesca (1937)
- El ejército de la victoria. Un episodio: Casa Ambrosio (1937)
- El frente y la retaguardia (1937)
- En la brecha (1937)
- Forjando la victoria (1937)
- Frente de Teruel (1937)
- La última (1937)
- Madera (1937)
- Marimba (1937)
- Salvaguardia del miliciano (1937)
- Teruel ha caído (1937)
- Un pueblo en armas (1937)
- Aragón trabaja y lucha (1936)
- ¡¡Ayuda a Madrid!! (1936)
- La conquista del Carrascal de Chimillas (1936)
- Nosotros somos así (1936)
- Siétamo (1936)[5]